# Нагасава Міє
Нагаса́ва Міе (яп. 長澤美絵, англ. Nagasawa Mie) — японська та українська балерина. Провідна солістка Київського муніципального академічного театру опери і балету, провідна солістка Grand Kyiv Ballet, провідна солістка «Kyiv Classic Ballet».
Education:
Graduated in 2005 from the Vaganova Ballet Academy in Saint Petersburg.
Career:
- 2005–2009: Soloist at the Donetsk National Academic Ukrainian Music and Drama Theatre.
- Since 2010: Principal soloist at the Kyiv Municipal Academic Theatre of Opera and Ballet for Children and Youth.
- Since 2021: Soloist with Grand Kyiv Ballet.
- Principal soloist with Kyiv Classic Ballet.

## Життєпис

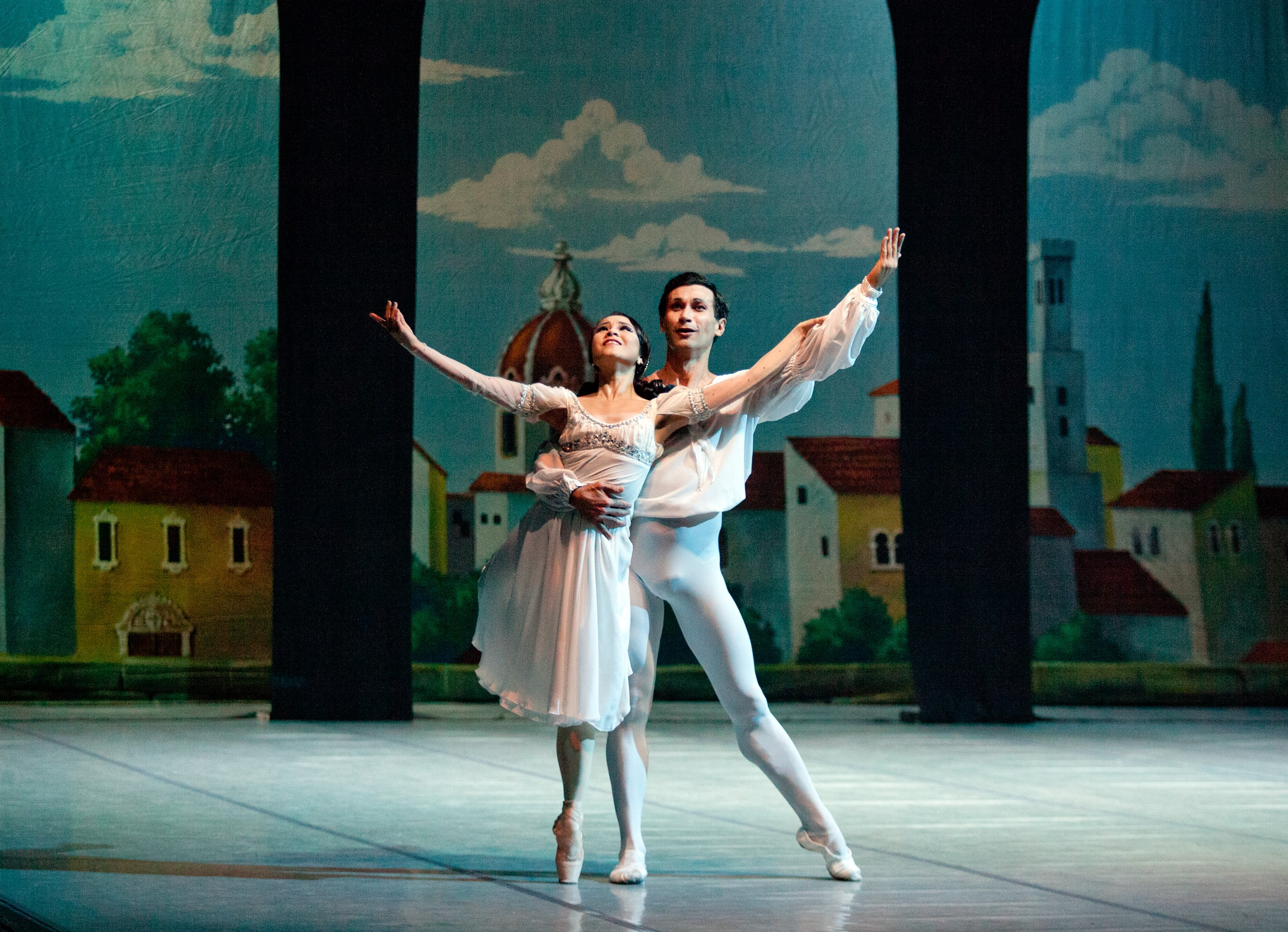
Ромео і Джульєтта (Нагасава М. та Віновой К. — Київ)

В 2005 році закінчила балетну академію імені А. Я. Ваганової в Санкт-Петербурзі.
З 2005 по 2009 роки активно виступала в Донецькому національному академічному українському музично-драматичному театрі.
У 2010 році приєдналася до Київського муніципального академічного театру опери і балету для дітей та юнацтва.
Як провідна балерина активно працює в Україні та за кордоном.

## Премії
Лауреатка міжнародних конкурсів:
- перша премія на Естонському міжнародному конкурсі 2014 року
- спеціальна нагорода журі Корейського міжнародного конкурсу артистів балету (липень 2013)
- фіналістка міжнародного конкурсу артистів балету імені Нурієва (Угорщина, 2012)[2].

International Awards:
- First Prize, Estonian International Ballet Competition (2014)
- Special Jury Award, Korean International Ballet Competition (2013)
- Finalist, Rudolf Nureyev International Ballet Competition, Hungary (2012)

## Особисте життя
Чоловік — Євгеній Петренко, теж артист балету , соліст Київської опери (КМАТОБ) 2015-2023, Артист балету NBA BALLET COMPANY (Japan). Син - Brian..